# 拉法埃洛·喬萬尼奧里
拉法埃洛·喬萬尼奧里（Raffaello Giovagnoli，1838年5月13日—1915年7月15日），出生於羅馬，義大利民族復興運動時期的愛國志士，知名歷史學家、作家、文藝評論家。著有《斯巴達克思》等書。
乔万尼奥里曾任撒丁王国军官，参加过反对奥地利占领者的斗争。后加入加里波第率领的远征军，在进攻罗马的战役中立下功绩。退役后在师范学校教授文学、历史，同时从事新闻和文学活动。
喬萬尼奧里從小對古典、歷史、義大利文學懷有濃厚的興趣。據其自述，在父親的指導下，他六歲閱讀史書，十歲已博覽古羅馬史學家的著作，為他後來的文學創作打下了堅實的基礎。他一生共寫了八部長篇小說、兩份劇本、一部詩集和兩部文藝評集。
代表作《斯巴达克思》，取材于公元前1世纪斯巴达克领导的古罗马奴隶起义的史实，塑造了奴隶起义英雄的光辉形象，抒发了意大利民主派的社会政治理想。后期政治上倾向保守，转为君主立宪派，写有长篇小说《奥林匹亚》《麦萨林娜》等。 